# گاریوال
گاریوال (به انگلیسی: Gariwal) یک منطقهٔ مسکونی در پاکستان است که در ناحیه توبه تک سینگ واقع شده‌است.